# 吴山镇 (德安县)
吴山乡，是中华人民共和国江西省九江市德安县下辖的一个乡镇级行政单位。

## 行政区划
吴山乡下辖以下地区：
莹石矿社区、彭山锡矿社区、何铺村、山湾村、张塘村、蔡河村、红桥村、樟树村、杨柳村和大岭村。